# Marc Aufidi Frontó
Marc Aufidi Frontó (en llatí Marcus Aufidius Fronto) va ser un magistrat romà del segle ii. Era net del gran orador Marc Corneli Frontó (Marcus Cornelius Fronto) per la seva única filla que s'havia casat amb Gai Aufidi Victorí (Aufidius Victorinus). Formava part de la gens Aufídia, una gens romana d'origen plebeu.
Va ser cònsol els anys 199 i 217, i després nomenat governador d'Àfrica, però va ser substituït per l'emperador Macrí, a petició dels provincials i enviat com a governador a Àsia. Al cap de poc l'emperador també va cancel·lar aquest nomenament i li va oferir l'habitual compensació en metàl·lic que Marc Aufidi Frontó va refusar.

A Pesaro es va trobar un monument erigit en memòria del fill de Frontó amb la següent inscripció:
| « | M. AUFIDIO FRONTONI PRONEPOTI M. CORNELI FRONTONIS ORATORIS CONSULIS MAGISTRI IMPERATORUM LUCI ET ANTONINI NEPOTIS AUFIDI VICTORINI PRAEFECTI URBI BIS CONSULIS FRONTO CONSUL FILIO DULCÍSIMO | » |